# Heteropalpia lilliae
Heteropalpia lilliae är en fjärilsart som beskrevs av Emilio Berio 1960. Heteropalpia lilliae ingår i släktet Heteropalpia och familjen nattflyn. Inga underarter finns listade i Catalogue of Life.